# Inga psittacorum
Inga psittacorum är en ärtväxtart som beskrevs av Uribe. Inga psittacorum ingår i släktet Inga och familjen ärtväxter. IUCN kategoriserar arten globalt som livskraftig.

## Underarter
Arten delas in i följande underarter:
- I. p. aptera
- I. p. psittacorum